# ۲۵ مرداد
۲۵ مرداد صد و چهل و نهمین روز سال در گاه‌شماری خورشیدی است. به پایان سال ۲۱۶ روز (۲۱۷ روز در سال کبیسه) باقی‌است.

## رویدادها
- ۱۳۲۴ - بنیان‌گذاری حزب دموکرات کردستان ایران
- ۱۳۳۲ - کودتای ۲۵ مرداد ۱۳۳۲
- ۱۳۶۸ - آغاز ریاست‌جمهوری اکبر هاشمی رفسنجانی
- ۱۳۸۵ - رقابت ۲۵ مرداد ۱۳۸۵ تیم ملی فوتبال ایران با تیم ملی فوتبال سوریه در جام ملت‌های آسیا ۲۰۰۷
- ۱۳۸۸ - حادثه ۲۵ مرداد ۱۳۸۸ فروند بالگرد آموزشی نظامی هوانیروز ارتش جمهوری اسلامی ایران
- ۱۴۰۱ - اعتراضات بحران آب ۱۴۰۱ چهارمحال و بختیاری
- ۱۴۰۱ - انتشار گزارش مجلس شورای اسلامی در مورد فساد ۹۲ هزار میلیارد تومانی فولاد مبارکه

## زادروزها
- ۱۳۲۹ - مارشال منش،‌ بازیگر
- ۱۳۴۳ - شهریار پرهیزکار، استاد و قاری قرآن
- ۱۳۴۹ - ساقی زینتی، بازیگر
- ۱۳۵۱ - لونا شاد، گوینده و بازیگر
- ۱۳۵۸ - رضا صادقی، خواننده
- ۱۳۶۵ - شیرین علیزاده، از جانباختگان خیزش ۱۴۰۱ ایران
- ۱۳۶۹ - رامتین کاکاوندی، آهنگساز و نویسنده
- ۱۳۷۱ - مهدی شریفی، بازیکن فوتبال

## درگذشتگان
- ۱۳۴۹ - تیمور بختیار، نخستین رئیس ساواک
- ۱۳۵۴ - فاطمه امینی، از اعضای سازمان مجاهدین خلق ایران
- ۱۳۷۲ - سید عبدالاعلی موسوی سبزواری، مرجع تقلید شیعه
- ۱۳۷۵ - احمد فردید، فیلسوف
- ۱۳۷۷ - غلامحسین بیگدلی، شاعر
- ۱۳۸۳ - عاطفه رجبی سهاله، از شهروندان ایران
- ۱۳۹۱ - نادیا دلدار گلچین، بازیگر
- ۱۴۰۱ - حسن ارژنگ‌نژاد، نقاش و مجسمه‌ساز [۱][۲]
- ۱۴۰۲ - منوچهر اسلامی، موسیقی‌دان و آهنگساز
- ۱۴۰۲ - روفیا، بازیگر